# 舒伦克线
舒伦克线，也可称为施伦克线（英文：Schlenk line, vacuum gas manifold），是一种由德国化学家威廉·舒伦克（Wilhelm Schlenk）发明的实验室常用化学仪器。它的核心部件一根带有多个通气接口的玻璃双排管。双排管中的一根与装有惰性气体（实验室一般使用氮气或氩气）的气体钢瓶相连，为连接在舒伦克线上的反应装置提供惰性气氛；另一根与真空泵连接，可为溶剂的脱气和空气敏感化合物的减压蒸馏提供真空环境，也可为反应装置的除水汽和脱氧气提供条件。惰性气体在进入双排管后会经过一个盛有石蜡油（选择石蜡油是因为它是一种化学惰性的高沸点难挥发液体）的鼓泡器，鼓泡器的作用是为了惰性气体的流量流速，同时也提供了一个连通大气环境的泄压通道以保证反应体系内的压力不会因持续通入惰性气体或因反应而产生的气体变得过高，也可保证在反应瓶内部因温度或化学反应产生负压（即瓶内压力小于外界大气压）时防止空气进入。

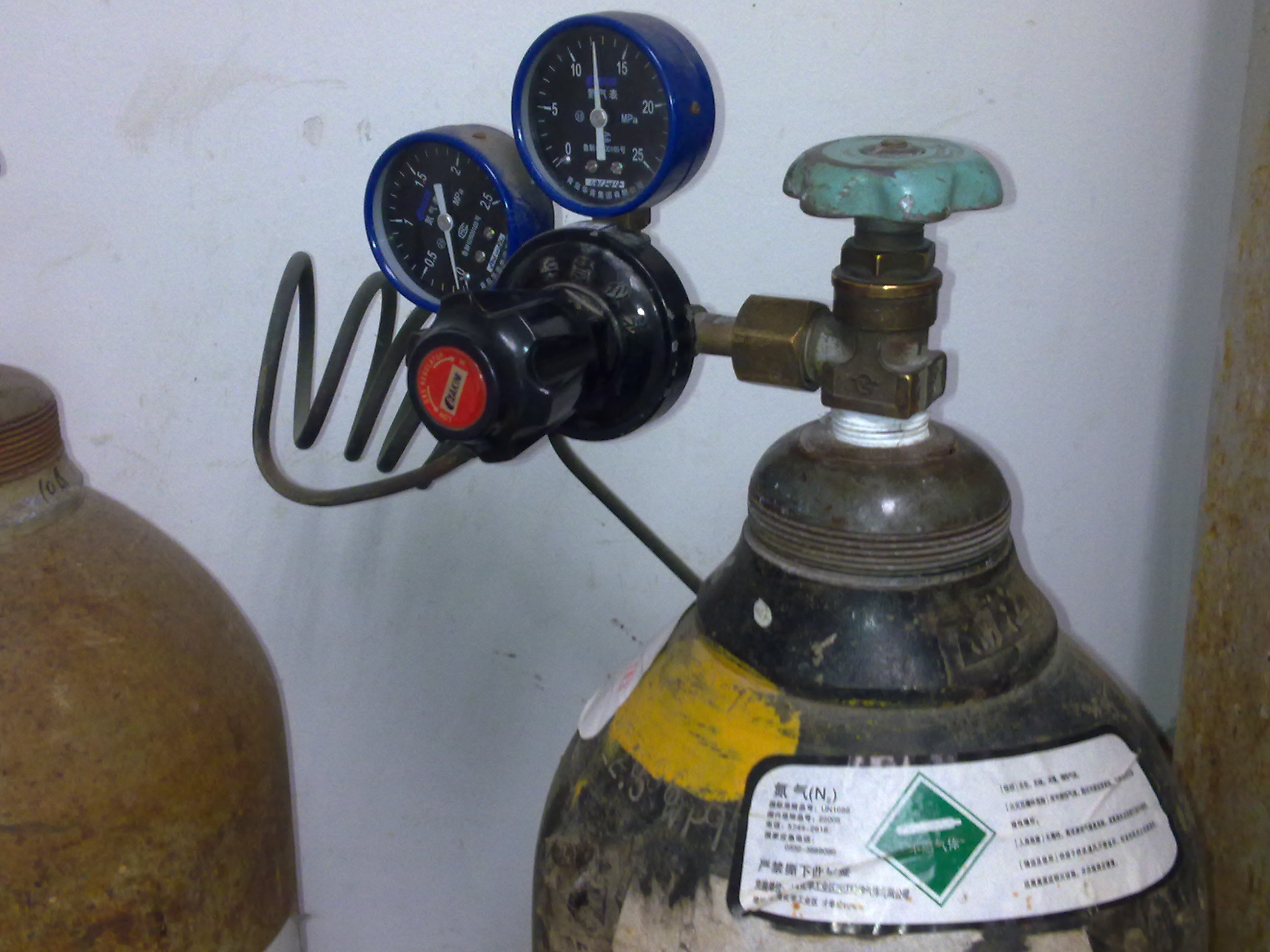
连接在舒伦克线上的配有减压阀的氮气钢瓶

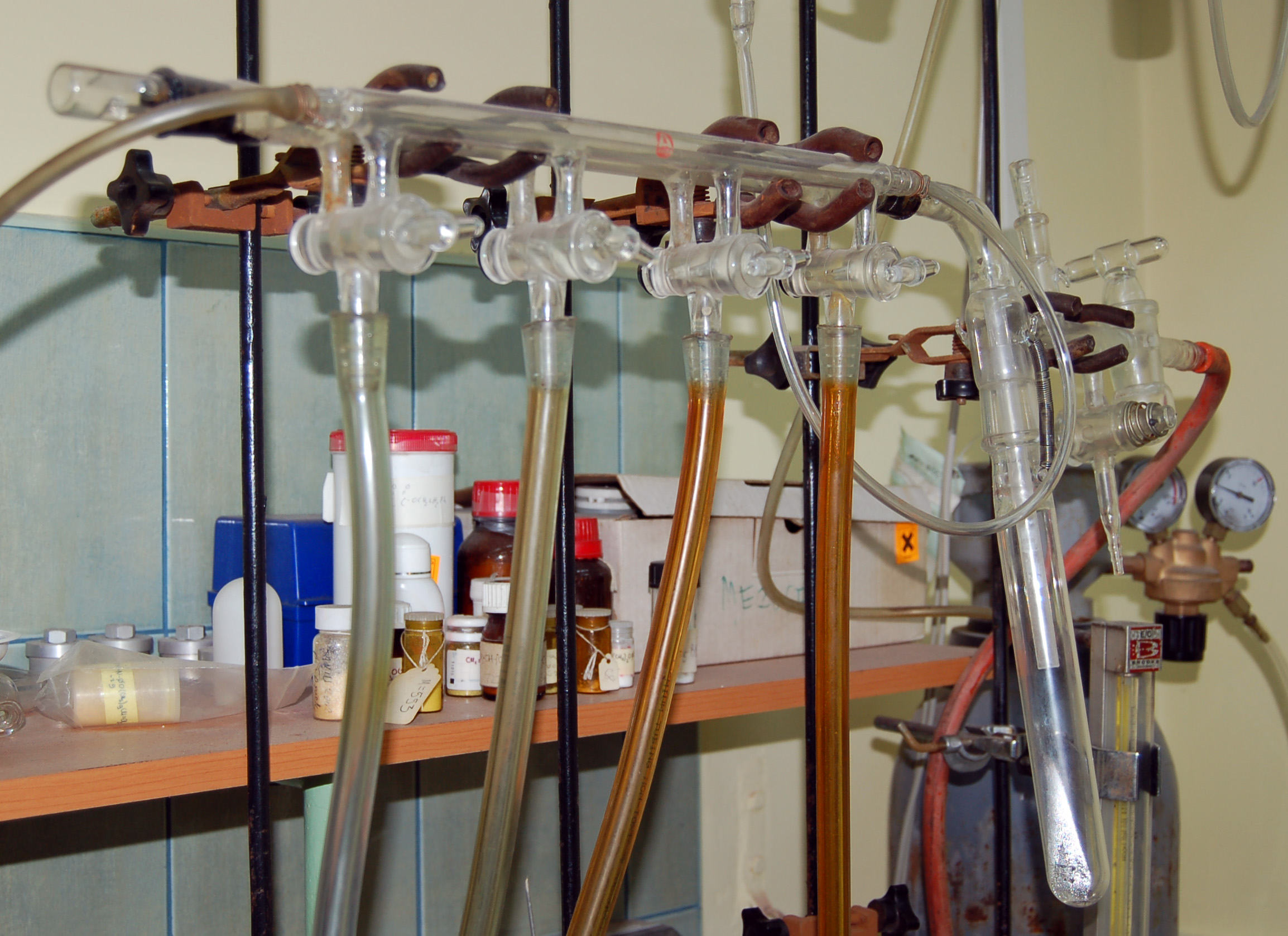
配有四个通气接口的舒伦克线，冷阱在图的右侧

## 图片

双排管的基本构造: 1 惰性气体进气口, 2 惰性气体出气口 (通往鼓泡器，鼓泡器的作用是监视气体流速和保持管内常压), 3 真空管接头 (通向冷阱) 4连接舒伦克瓶的通气接口, 5 控制进气的聚四氟乙烯活塞, 6控制真空的聚四氟乙烯活塞
双排管的基本构造: 1 惰性气体进气口, 2 惰性气体出气口 (通往鼓泡器), 3 真空管(通向冷阱), 4 连接舒伦克瓶的通气接口, 5 双斜活塞
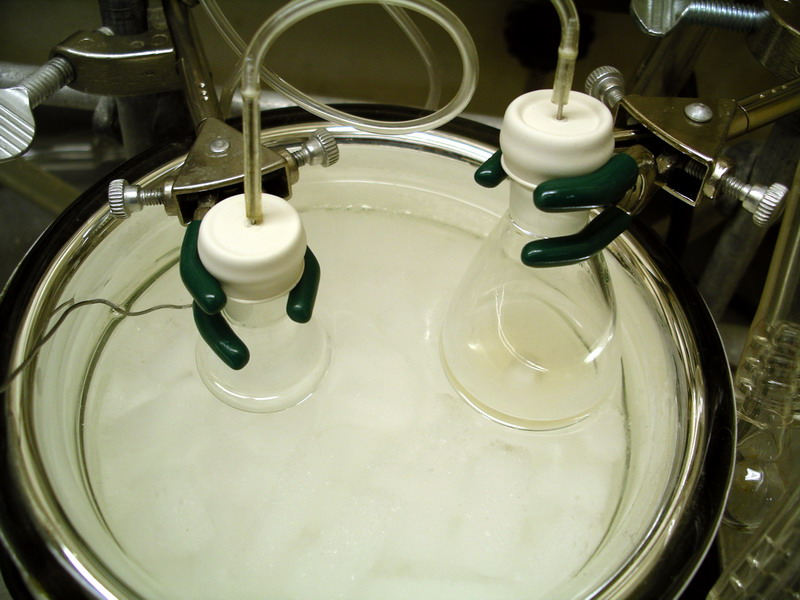
相邻的两个盛有羟醛缩合所用试剂的烧瓶，正准备将一个烧瓶中的试剂在无氧条件下转移至另一个烧瓶中
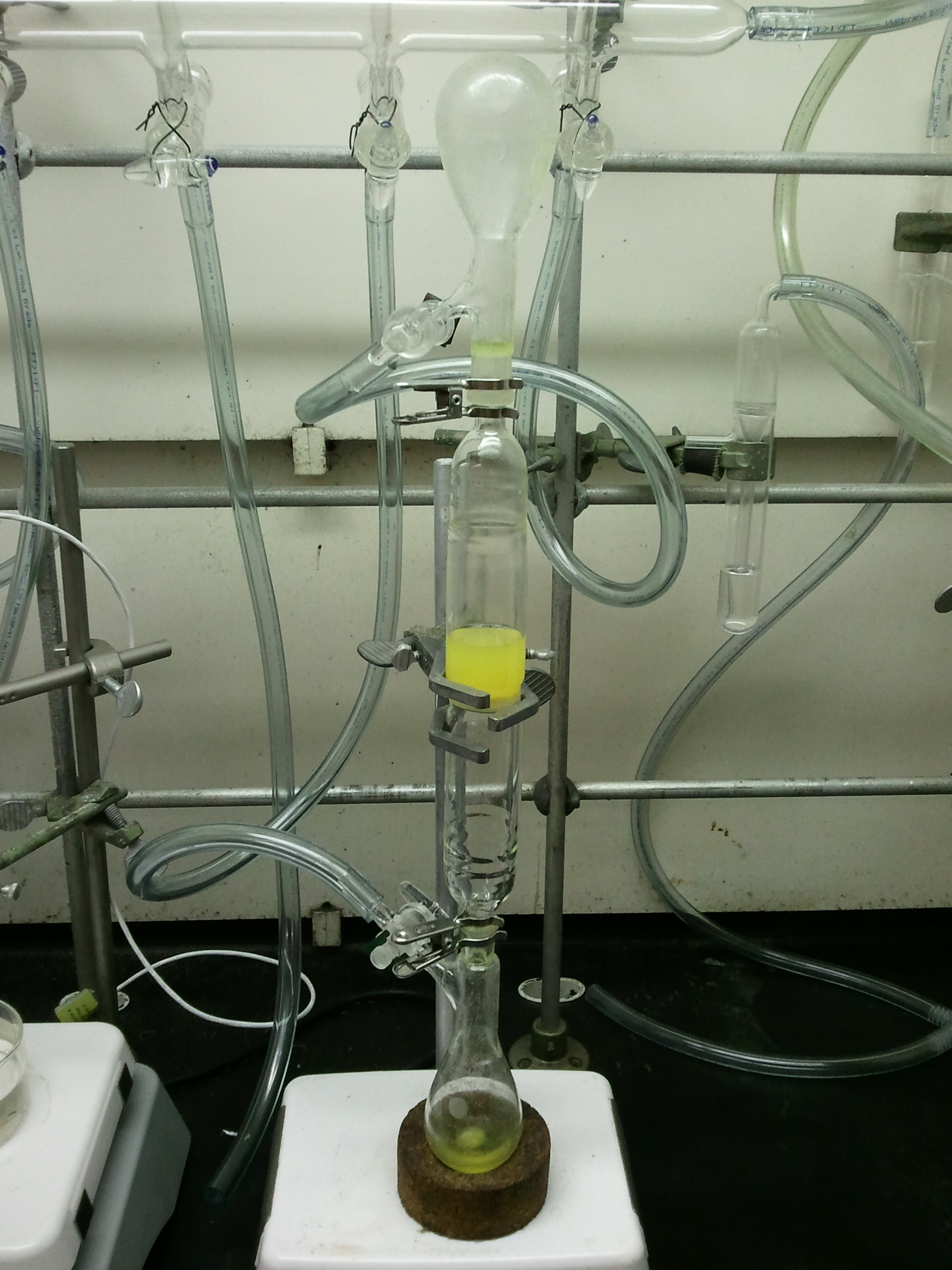
黄色的悬浊液在无氧气氛下通过接有舒伦克瓶的玻璃砂芯漏斗进行过滤